# Johann Matthias Testarello della Massa
Johann Matthias Testarello della Massa (* getauft 22. Oktober 1636 in Regensburg; † 18. Februar 1693 in Wien) war Domherr von St. Stephan in Wien und Historiker.
Testarello della Massa studierte ab 1651 an der Universität Wien. 1661 wurde er Domherr von Sankt Stephan. Die Bedeutung Testarellos liegt in seiner ausführlichen Beschreibung der Wiener Kirchen bis in das Jahr 1685, die einen hohen kulturgeschichtlichen Wert besitzt. Es findet sich darin zum Beispiel die einzige Quelle für den Text des Passionsspiels zu Sankt Stephan oder für die Inschriften in der Peterskirche, die von Wolfgang Lazius verfasst wurden. Weiters sind Einzelheiten über die Wallfahrt nach Hernals, die Beschreibung einzelner Altäre und die Gründungslegenden der Wiener Kirchen verzeichnet. Bis heute ist das wertvolle Werk mit Ausnahme der Passagen über die Stephanskirche und die Peterskirche nicht gedruckt worden. Es befindet sich als Codex 8227 in der Österreichischen Nationalbibliothek und wurde von Testarello eigenhändig geschrieben.
1894 benannte man die Testarellogasse in Wien-Hietzing nach dem Historiker.